# 시라 (포도)

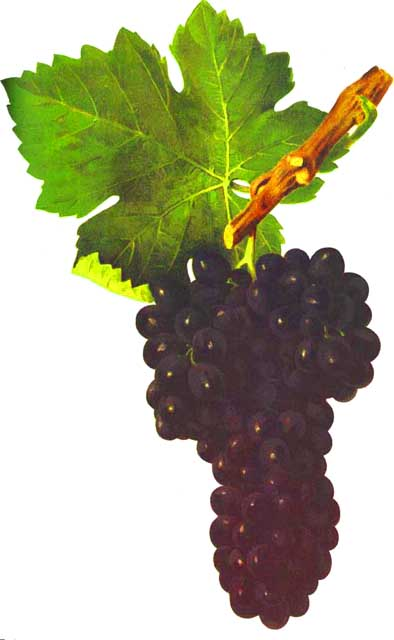

시라(/ siːrɑː /) 또는 시라즈(Shiraz)는 전 세계에서 재배되는 암적갈색 및 짙은 보라색 포도 품종(grape variety)으로 주로 적포도주를 생산하는 데 사용되는 것으로 유명하다. 유전학적으로 1999년에 시라(Syrah)는 프랑스 중남부 아르데슈주(Ardèche)의 두레자(Dureza)와 프랑스 남동부의 몽되즈 블랑슈(Mondeuse Blanche)의 두 가지 포도 품종의 자손으로 밝혀졌다. 시라(Syrah)는 1880년부터 시작된 펠루생(Peloursin)과 시라(Syrah)의 교배종인 두리프(Durif)로 알려진 프티 시라(Petite Sirah)와는 다르게 다루어진다.

## 같이 보기
- 카베르네 소비뇽
- 메를로
- 그르나쉬